# ムヒディン・ヤシン
ムヒディン・ヤシン（Muhyiddin bin Haji Muhammad Yassin、1947年5月15日 - ）は、マレーシアの政治家。同国首相（第8代）、内務大臣、副首相などを歴任した。戸籍名はマヒアディン・ビン・ムハンマド・ヤシン（Mahiaddin bin Muhammad Yassin）。

## 経歴
ジョホール州出身。2009年、ナジブ・ラザク首相就任後、内閣の発足時に副首相に任命される。
2015年7月28日、ナジブ・ラザク首相は、ムヒディン副首相の更迭、アフマド・ザヒド・ハミディ内相の副首相就任を目玉とする内閣改造を発表した。
2020年2月29日、前首相マハティール・ビン・モハマドを抑えてマレーシア国王アブドゥラより第8代マレーシア首相に任命され、同年3月1日に就任した。
しかし新型コロナウイルス感染症の対応への失敗などが批判され、連立与党から離反が相次いだ。下院での過半数を失ったことを受け、2021年8月16日にアブドゥラ国王に内閣総辞職を申し出て了承された。8月21日に副首相だったイスマイル・サブリ・ヤアコブが新首相に就任したことに伴い退任。
2021年9月4日、マレーシアのモハド・ズキ・アリ内閣官房長官はコロナ禍からの脱却を主導する「国家回復評議会」の議長にムヒディンを指名したと発表した。任命に当たってアブドラ国王から承認を得たという。
2023年3月9日、新型コロナウイルスの対策事業を巡る汚職容疑などで汚職対策委員会に逮捕された。即日保釈されたが、10日に職権乱用など6件の罪で起訴された。マレーシアで首相経験者が汚職で起訴されるのは、09～18年に首相だったナジブ氏以来、2人目。